# Jimmy Greaves
James Peter 'Jimmy' Greaves (n. 20 februarie 1940, Greater London, Anglia, Regatul Unit – d. 19 septembrie 2021, Danbury⁠(d), Chelmsford⁠(d), Anglia, Regatul Unit) a fost un jucător englez de fotbal. A fost al patrulea cel mai bun marcator internațional din istoria Angliei, cu 44 de reușite, și jucătorul cu cele mai multe goluri marcate în prima divizie engleză (357). A fost de șase ori golgheterul primei divizii. După retragerea din activitate, a avut parte de o carieră de succes în presă, colaborând cu mai multe posturi britanice de televiziune sau ziare.

## Palmares
Tottenham Hotspur
- FA Cup: câștigător 1962, 1967
- FA Charity Shield:
  - câștigător 1962
  - shared 1967
- Cupa Cupelor UEFA: câștigător 1963
- Football League First Division: locul doi 1962-63

 Anglia
- World Cup: câștigător 1966
- British Home Championship:
  - Câștigător: 1961, 1965,
  - Joint Winner: 1960, 1964
  - Locul doi: 1963,